# Victor Nielsen (astronom)
Carl Victor Emil Nielsen, född 1855, död 1918, var en dansk amatörastronom.
Nielsen utbildade sig först till konstnär men blev sedan telegraftjänsteman. Livligt intresserad amatörastronom grundade Nielsen Uraniaobservatoriet i Köpenhamn, det då största i sitt slag av privatperson ägda i Skandinavien med 246 mm. Zeissobjektiv, astrofotografisk utrustning, mätapparater med mera och understött av danska staten och Carlsbergfonden. 1918 övertogs observatoriet av Carl Luplau Janssen.